# God Bless the U.S.A.

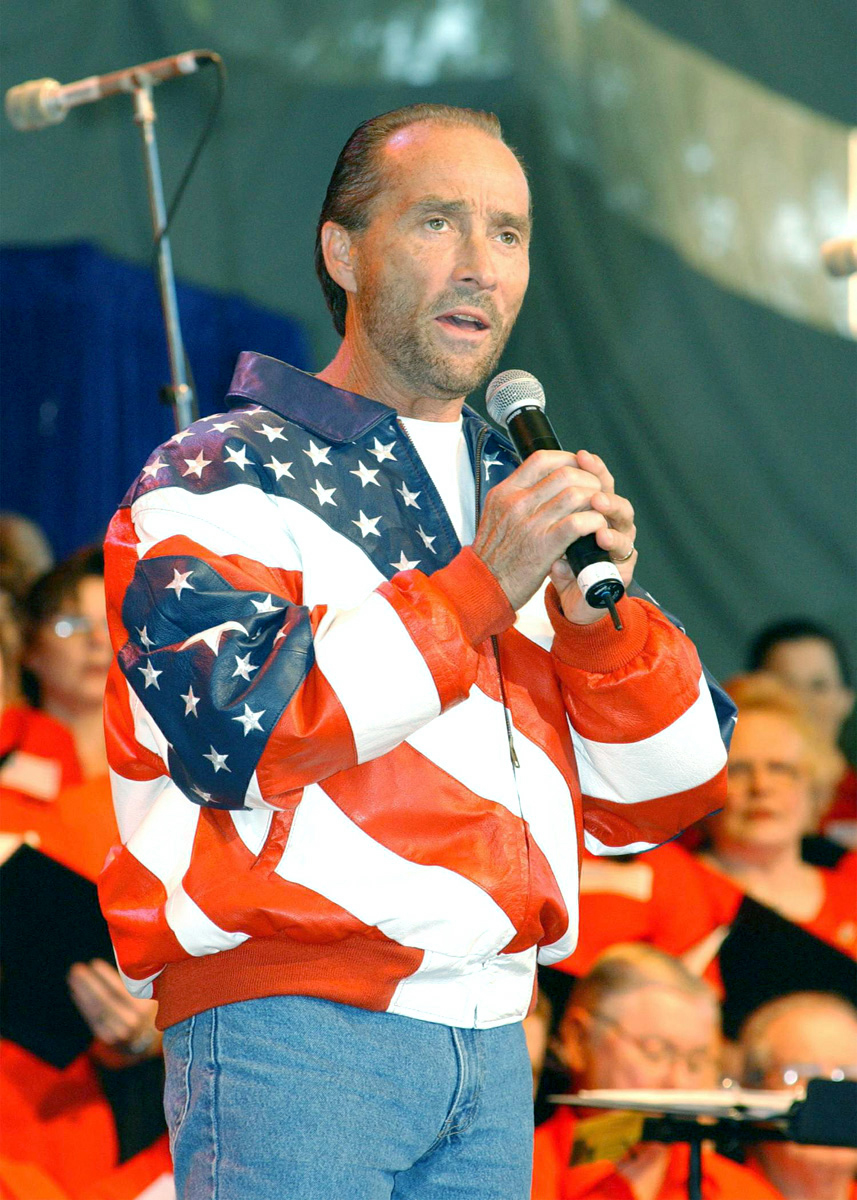
Lee Greenwood (2005)

God Bless the U.S.A. (dt. Gott schütze die USA), auch bekannt unter der Liedzeile Proud to Be an American (dt. stolz (darauf), ein Amerikaner zu sein), ist ein patriotisches Country-Lied des US-amerikanischen Countrysängers Lee Greenwood, dessen bekanntestes Lied es ist.
Es erschien auf dem dritten Album des Sängers names You’ve Got a Good Love Comin, das am 21. Mai 1984 von der Plattenfirma MCA Nashville veröffentlicht wurde. Noch im selben Sommer wurde das Lied in einem Film über den republikanischen Präsidentschaftskandidaten Ronald Reagan verwendet, der auf dem Parteitag der Republikaner 1984 gezeigt wurde. „God Bless the U.S.A.“ wurde während des Präsidentschaftswahlkampfs 1988 bekannt, als Greenwood das Lied auf dem Parteitag der Republikaner 1988 und bei Kundgebungen für den republikanischen Kandidaten George H. W. Bush sang. Das Lied wurde auch in Fernsehwerbung für die Kandidatur Bushs verwendet. Während des Zweiten Golfkriegs der Jahre 1990 und 1991 wurde das Lied erneut populär. Aufgrund seiner neu gewonnenen Popularität nahm Greenwood den Song für sein 1992er Album American Patriot neu auf.
Die Popularität des Liedes stieg nach den Terroranschlägen am 11. September 2001 und während der US-Invasion in den US-Invasion in den Irak 2003 sprunghaft an; nach Ersterem wurde das Lied als Single wiederveröffentlicht und erreichte 2001 Platz 16 der Billboard Hot 100 und Billboard Hot Country Songs und Platz 12 der Billboard Adult Contemporary. Eine neu aufgenommene Version des Liedes wurde 2003 unter dem Titel God Bless the U.S.A. 2003 veröffentlicht. Im Juli 2015 erhielt Greenwood die Platin-Zertifizierung der Recording Industry Association of America (RIAA) für eine Million verkaufte Tonträger. Erneute Popularität erfuhr das Lied, nachdem es Donald Trump zu einem seiner drei Wahlkampflieder seiner Präsidentschaftskandidatur 2024 machte, neben Hold On, I’m Comin’ von Sam & Dave und America First by Merle Haggard.